# قطعنامه ۱۰۳ شورای امنیت
قطعنامه ۱۰۳ شورای امنیت سازمان ملل متحد که در تاریخ ۰۳ دسامبر ۱۹۵۳ تصویب شد، سندی بین‌المللی دربارهٔ دیوان بین‌المللی دادگستری است. این قطعنامه طی نشست ۶۴۵ام با ۱۰ موافق، ۰ مخالف و ۱ ممتنع تصویب شد.